# Saint-Michel-d'Euzet
Saint-Michel-d'Euzet är en kommun i departementet Gard i regionen Occitanien i södra Frankrike. Kommunen ligger i kantonen Bagnols-sur-Cèze som tillhör arrondissementet Nîmes. År 2022 hade Saint-Michel-d'Euzet 719 invånare.

## Befolkningsutveckling
Antalet invånare i kommunen Saint-Michel-d'Euzet
Referens:INSEE